# Igreja de Santa Maria Madalena (Madrid)
A Igreja de Santa Maria Madalena (em russo:  Храм святой равноапостольной Марии Магдалины) de Madrid, Espanha, é um templo pertencente à Igreja Ortodoxa Russa, Patriarcado de Moscou, Eparquia de Quersoneso, situado no número 48 da Gran Vía de Hortaleza, nas cercanias da estação de metrô de Pinar del Rey.
Os antecedentes da presença dos ortodoxos na Espanha remontam ao ano de 1761, na embaixada russa, onde se fez uma capela dedicada a esta denominação. Ela perdurou até fins do século XIX, quando parte de seu mobiliário e ícones foram enviados à Argentina. Uma imagem de Santa Maria Madalena foi lá localizada e regressou a Madrid para adornar a nova igreja, dedicada em 2013.
As obras começaram depois da cessão de um solar (de 756 metros quadrados) e o terreno circundante pelas autoridades madrilenhas à Fundação da Natividade de Cristo, vinculada ao Patriarcado de Moscou, em 2010. O arquiteto moscovita A.R. Vorontsov projetou o templo, em colaboração com o arquiteto espanhol Jesús San Vicente. Em junho de 2013, o templo foi aberto ao culto da comunidade ortodoxa residente em Madrid, composta fundamentalmente por russos, ucranianos, georgianos e moldavos, além de espanhóis.
Em termos de estilo, o edifício segue com modéstia e eficácia o visual neobizantino, com cinco cúpulas douradas, que representam a Cristo e aos quatro evangelistas. Adicionalmente, há do lado da igreja um edifício anexo que serve como residência e centro cultural da Casa Russa.